# Hotel des Bergues
O Hotel des Bergues (em francês:   Hôtel des Bergues) é o primeiro grande hotel edificado em Genebra em 1829, e que se encontra no cais des Bergues de onde parte a ponte pedestre des Bergues que dá acesso á ilha Rousseau.

## História
O engenheiro-militar Guillaume-Henri Dufour apresenta em 1827 ás autoridades da cidade de Genebra um documento muito completo para "embelezar a rade de Genebra" que é rapidamente aceite pelas autoridades. Os trabalhos começam pela construção do cais des Bergues que se termina já em 1833.  A pedra utilizada para a sua construção do hotel e da ilha Rousseau é trazida de  Meillerie nas barca do Lemano.
A construção do Hotel des Bergues é obra do arquitecto François-Ulrich Vaucher, de uma família de arquitectos bem conhecidos na praça, e o edifício de volume importante para Genebra de 1829, foi sujeito á aprovação do coronel Dufour, que virá a fazer parte do conselho de administração da Société des Bergues constituída por: François Duval, Pelegrino Rossi, Ador-Dassier, Naville-Saladin, Pernessin, o colonel Guillaume-Henri Dufour e os banqueiros L. Pictet - na origem de Pictet & Cie - e Calandrini.
No cruzamento das vias Norte-Sul como o mostra a placa nas Ponts de l'Ile que diz que Julius Caesar destruiu a ponte de madeira que aí existia em 58 BC. Essa é a primeira menção histórica da existência de Genebra  o Livro de Ouro do hotel rapidamente se enche de assinaturas de majestades, altezas imperiais, reais ou sereníssimas como as da Alemanha, da Áustria, de Inglaterra, da Rússia, da Dinamarca,  da Holanda e de Portugal !

## Direcção
Four Seasons Hotel des Bergues, Geneva

33, Quai des Bergues

1201 Geneva
- «Localização» (em francês). Visitado: Fev. 2014

## Imagens

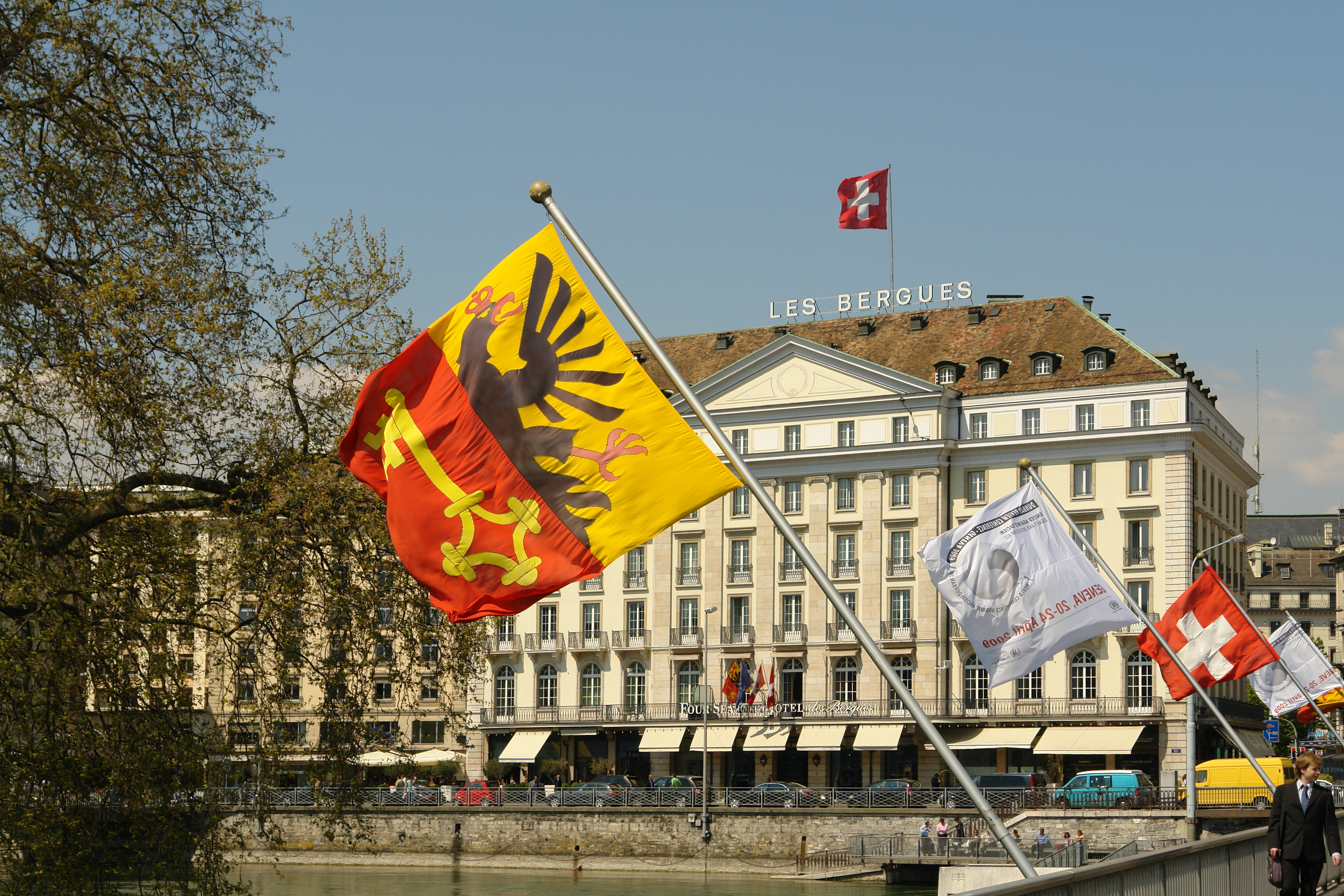
Da Ponte do Monte Branco
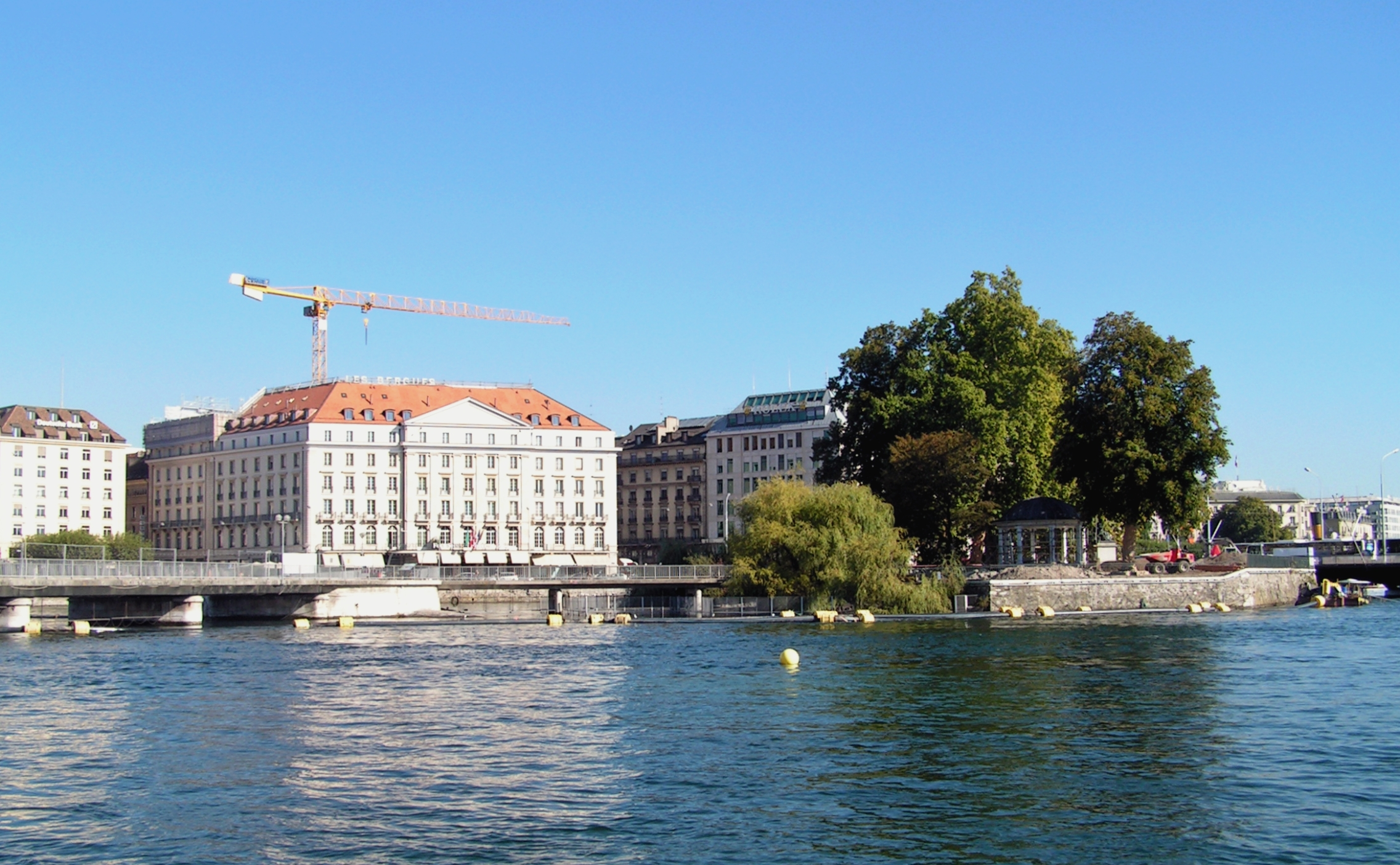
Hôtel des Bergues e Ilha Rousseau
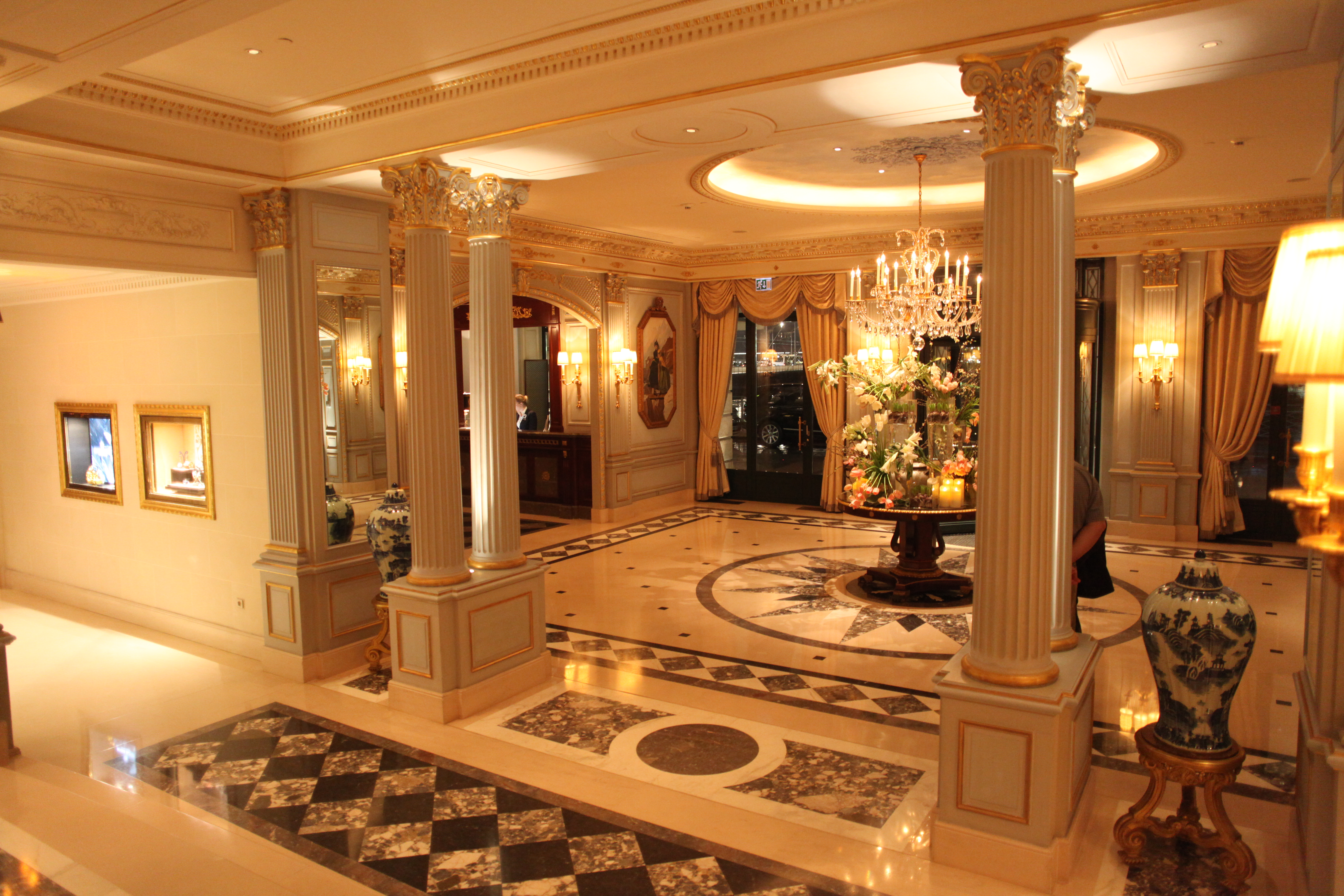
Recepção
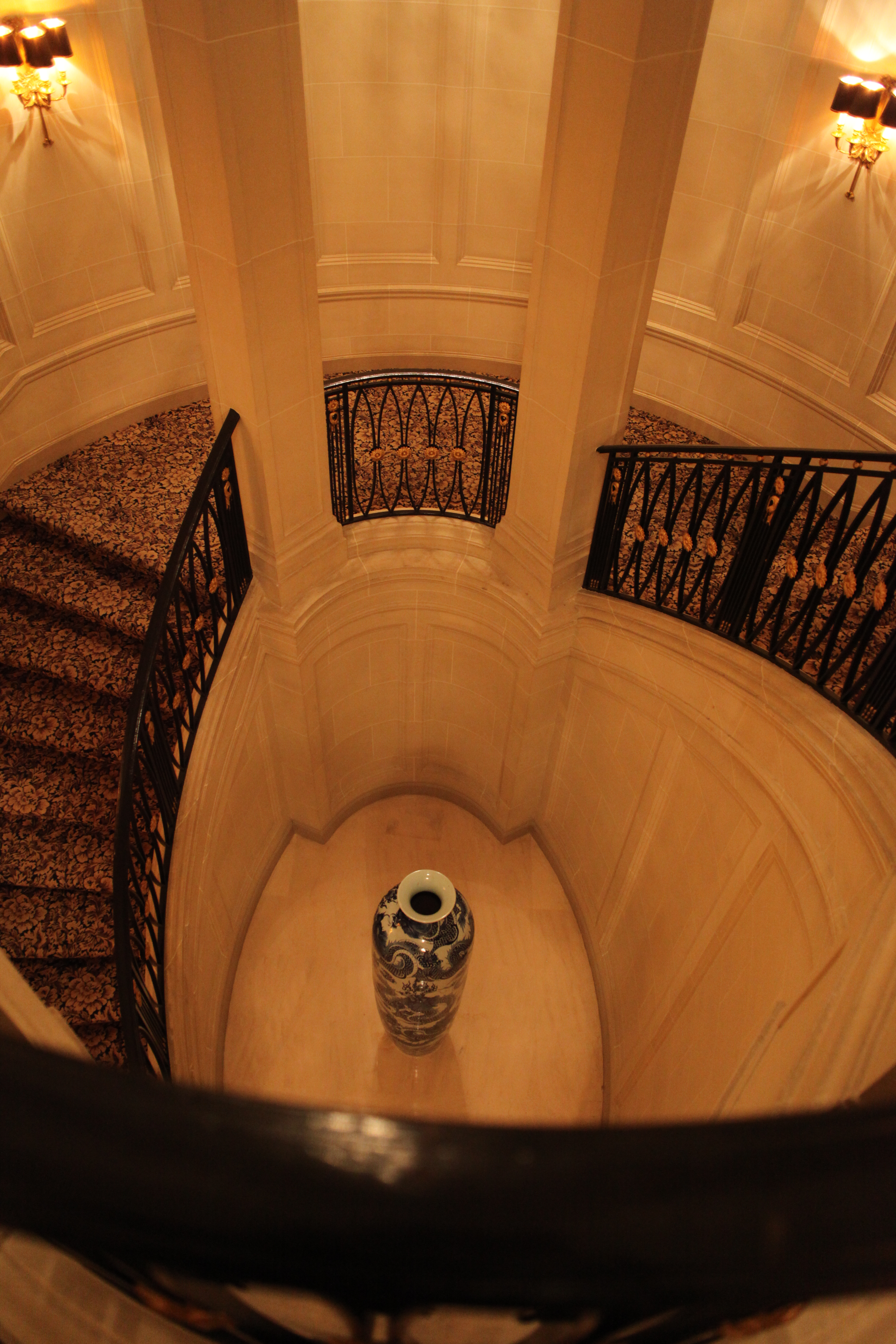
Escadaria